# Истлейк, Элизабет
Элизабет Истлейк (англ. Elisabeth Eastlake, урожденная Ригби; 17 ноября 1809 — 2 октября 1893) — английская писательница. Жена художника Чарльза Локка Истлейка.

## Биография
Элизабет Ригби родилась 17 ноября 1809 года в Норидже. Была пятым ребёнком из двенадцати детей доктора Эдварда Ригби. Получила частное образование, училась игре на фортепиано и занималась живописью, изучала французский и итальянский языки.

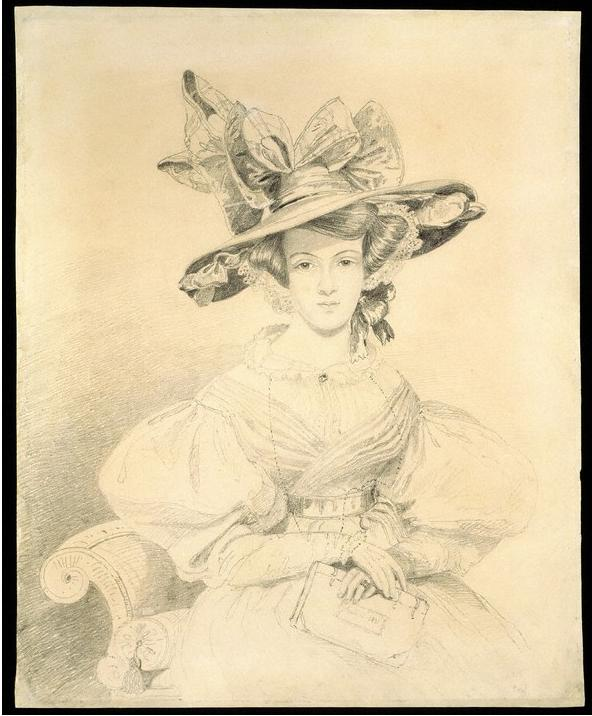
Элизабет Истлейк (1831)

Автор книги очерков «Письма с берегов Балтики» (англ. «Letters from the Shores of Baltic», 1841), и примыкающего к ней сборника ливонских сказок (англ. «Livonian Tales»), написанных после поездки в Эстляндию.
Истлейк принадлежат также статьи о литературе — например, одна из первых рецензий на романы Шарлотты Бронте «Джейн Эйр» и Уильяма Теккерея «Ярмарка тщеславия» (англ. «Vanity Fair and Jane Eyre, 1848, с резко отрицательным отзывом о заглавной героине романа Бронте как аморальной особе и о самом романе как антихристианском сочинении), — и ряд публикаций по искусству, в том числе биография английского скульптора Джона Гибсона («Life of John Gibson, R. A.», 1869) и книга «Пять великих художников» (о Леонардо да Винчи, Микеланджело, Тициане, Рафаэле и Дюрере, 1883).
Её перу принадлежит также широко известная в своё время статья 1857 года о фотографии, критикующая её недостаточный потенциал для превращения в искусство, но в то же время отмечающая, что появление фотографии позволяет искусству освободиться от прикладных задач.
Элизабет Истлейк умерла 2 октября 1893 года в городе Лондоне.

## Семья
- Сестра — Энн в замужестве фон Валь (Anne von Wahl, 1804—1869) замужем за эстляндским бароном Карлом Георгом фон Валь (Karl Georg von Wahl of Wattel, 1806—1876[5]), разведена в 1837[6]:42, её сын хирург Эдуард фон Валь[7].
- Сестра — Мария Джастина в замужестве де Розен (Maria Justina de Rosen, 1808—1889), у неё две дочери Лаура в замужестве Марчисон (Murchison) и Леония в замужестве Джарвис (Leonie Jervis)[6]:119, 505[8]
- Сестра — Гертруда (Gertrude von Rosen, 1812—1859), с 1 августа 1931[9] замужем за эстляндским бароном Готлибом фон Розеном (Gottlieb Reinhold Wilhelm von Rosen, a. Russal, 1808—1893[10]), её дочь Констанца замужем за русским генералом Александром Карловичем Мандерштерном[6]:191, 211[11]